# Piasek (województwo świętokrzyskie)
Piasek – wieś w Polsce położona w województwie świętokrzyskim, w powiecie koneckim, w gminie Stąporków.
| SIMC    | Nazwa | Rodzaj     |
| ------- | ----- | ---------- |
| 0272052 | Bagno | przysiółek |

W latach 1975–1998 miejscowość położona była w województwie kieleckim.
Przez miejscowość przepływa rzeczka Młynkowska Rzeka, dopływ Drzewiczki.
Przez Piasek przechodzi  niebieski szlak turystyczny z miejscowości Pogorzałe do Kuźniaków.
Wierni kościoła rzymskokatolickiego należą do parafii św. Mikołaja w Końskich.